# 타카기 부
타카기 부(일본어: 高木 ブー, 본명: 타카기 토모노스케(高木 友之助), 1933년 3월 8일 ~ )는 일본의 코미디언이자 일본의 개그그룹 자 도리후타즈의 멤버이다. 본명은 타카기 토모노스케(高木 友之助)이다.